# Plutoni 238
El plutoni 238 (238 Pu o Pu-238) és un isòtop radioactiu del plutoni fissil que té una vida mitjana de 87,7 anys.
El plutoni 238 és un emissor alfa molt potent; com que les partícules alfa es bloquegen fàcilment, això fa que l'isòtop de plutoni 238 sigui adequat per al seu ús en generadors termoelèctrics de radioisòtops (RTG) i unitats d'escalfament de radioisòtops. La densitat del plutoni 238 a temperatura ambient és d'uns 19,8 g/cc. El material generarà uns 0,57 watts/gram de 238 Pu.
La massa crítica de l'esfera nua del plutoni 238 metàl·lic no es coneix amb precisió, però el seu rang calculat està entre 9,04 i 10,07 quilograms.
El plutoni 238 va ser el primer isòtop del plutoni que es va descobrir. Va ser sintetitzat per Glenn Seaborg i els seus associats el desembre de 1940 bombardejant l'urani-238 amb deuteros, creant neptuni-238. La decadència posterior mitjançant β − la descomposició crea plutoni 238.
El plutoni va ser sintetitzat per primera vegada el 1940 i aïllat el 1941 pels químics de la Universitat de Califòrnia, Berkeley. El Projecte Manhattan va començar poc després del descobriment, amb la majoria de les primeres investigacions (pre-1944) realitzades amb petites mostres fabricades amb els grans ciclotrons al Berkeley Rad Lab i la Universitat de Washington a St. Louis.
A partir de l'1 de gener de 1957, els inventors de Mound Laboratories RTG, Jordan & Birden, estaven treballant en un contracte del Cos de senyals de l'exèrcit (R-65-8-998 11-SC-03-91) per dur a terme investigacions sobre materials radioactius i termoparells adequats per al directe. conversió de calor a energia elèctrica utilitzant el poloni-210 com a font de calor.
Quan el plutoni 238 va estar disponible per a usos no militars, es van proposar i provar nombroses aplicacions, inclòs el programa de marcapassos cardíac que va començar l'1 de juny de 1966, conjuntament amb NUMEC. Quan es va reconèixer que la font de calor no romandria intacta a través de la cremació, el programa es va cancel·lar perquè no es podia garantir al 100% que no es produiria un esdeveniment de cremació.